# Allsvenskan i handboll för damer 1983/1984
Allsvenskan i handboll för damer 1983/1984 vanns av Stockholmspolisens IF, som efter slutspel även vann svenska mästerskapet.

## Sluttabell

### Grundserien
| Nr | Lag                    | Matcher | Vinst | Oavgjort | Förlust | Målskillnad | Poäng |
| -- | ---------------------- | ------- | ----- | -------- | ------- | ----------- | ----- |
| 1  | Stockholmspolisens IF  | 18      | 16    | 0        | 2       | 344-255     | 32    |
| 2  | HP Warta               | 18      | 12    | 1        | 5       | 314-274     | 25    |
| 3  | HK Silwing/Troja       | 18      | 10    | 3        | 5       | 284-258     | 23    |
| 4  | Göteborgs Kvinnliga IK | 18      | 10    | 2        | 6       | 296-287     | 22    |
| 5  | Irsta HF               | 18      | 10    | 1        | 7       | 361-318     | 21    |
| 6  | Tyresö HF              | 18      | 7     | 3        | 8       | 301-292     | 17    |
| 7  | IK Heim                | 18      | 7     | 2        | 9       | 296-328     | 16    |
| 8  | Borlänge HK            | 18      | 5     | 1        | 12      | 275-302     | 11    |
| 9  | Eslövs IK              | 18      | 4     | 3        | 11      | 280-342     | 11    |
| 10 | Huddinge HK            | ?       | ?     | ?        | ?       | ?-?         | ?     |

## SM-slutspel
Stockholmspolisens IF blev svenska mästarinnor